# Плакування
Плакува́ння (фр. plaquer — накладати, покривати), Термомеханічні покриття — нанесення на поверхню металевих листів, плит, дроту, труб тонкого шару іншого металу або сплаву термомеханічним способом.
Використовується при виготовленні та ремонті елементів деталей, схильних до впливу агресивних середовищ (бруду, шлаків, випарів) в цілях економії дорогих матеріалів.
Недоліками плакування є висока вартість методу та інтенсивна корозія в зоні зварних швів.

## Процеси плакування
Здійснюється в процесі гарячого вальцювання (наприклад, плакування листів і плит), пресування (плакування труб), а також методом зварювання вибухом.
Плакування є найдосконалішим методом захисту малостійких металів сплавами або металами, що володіють підвищеною корозійної стійкістю.
Спосіб плакування полягає в тому, що на матрицю основного металу накладають з обох сторін листи іншого металу, потім весь пакет піддають гарячій прокатці. В результаті термодифузії на межі поділу металів отримують міцний багатошаровий виріб.
Для плакування застосовують метали і сплави, що мають високу зварюваність: вуглецеві і кислотостійкі сталі, дюралюміній, сплави міді. Як захисне покриття для плакування використовують алюміній, тантал, молібден, титан, нікель, нержавіючі сталі.
Товщина плакуючого шару коливається від 3 до 40% від товщини металу, що захищається. Плаковану сталь можна піддавати всім видам механічної обробки, в тому числі штампуванню і зварюванню.
Металургійна промисловість випускає вуглецеву сталь у вигляді листів марок ст. З, 10, 15К, 20К та ін., плаковану хромистими, хромо-нікелевими і іншими високолегованими сталями 8Х17Т, 08X13, 10Х17Н13М2Т, 15Х25Т, 12Х18Н10Т і ін. різної товщини. Відомі також сплави, плаковані міддю, сріблом, алюмінієм.
В електрохімічній промисловості знайшли широке застосування біаноди - плаковані електроди, основу яких складає титан або тантал, а захисний шар складається з платини, родію, іридію.